# MPEG Multichannel
MPEG Multichannel, também conhecido como MPEG-2 Backwards Compatible, ou MPEG-2 BC, é uma extensão da especificação de compressão de áudio MPEG-1 Layer II, conforme definido no padrão MPEG-2 Audio (ISO/IEC 13818-3) que permite fornecer até 5.1 canais (som surround) de áudio. Para manter a compatibilidade com versões anteriores da especificação de áudio de 2 canais (estéreo) mais antiga, ele usa um esquema de matriz de canais, onde os canais adicionais são mixados nos dois canais compatíveis com versões anteriores. Informações extras no fluxo de dados (ignoradas pelo hardware mais antigo) contêm sinais para processar canais extras da matriz.

## Eletrônicos de consumo e uso de transmissão
Originalmente uma parte obrigatória da especificação de DVD para discos padrão PAL, mas foi abandonada em favor do concorrente Dolby Digital em dezembro de 1997. Isso se deveu em grande parte a atrasos com os processos de codificação/decodificação MPEG Multichannel disponíveis para produção em nível profissional e à falta de produtos de reprodução em nível de consumidor. Esses problemas foram resolvidos posteriormente pelo Fraunhofer IIS com parceiros importantes da indústria, como a Koninklijke Philips NV, mas não antes do MPEG Multichannel perder seu requisito obrigatório para discos PAL, permanecendo apenas como um componente opcional. O formato também é suportado pelo padrão de disco Super Video CD (SVCD). O MPEG Multichannel se saiu melhor na adoção de transmissão e foi escolhido como parte do sistema de televisão digital CS do Japão.
Além dos eletrônicos de consumo feitos exclusivamente para o mercado doméstico japonês, o suporte nativo do player para o formato é extremamente raro. A Meridian Audio fabrica os únicos processadores de som surround disponíveis comercialmente fora do Japão que suportam tanto o MPEG Multichannel quanto seu formato sucessor, o MPEG-4 AAC surround descrito no padrão MPEG-2 Parte 7 de 1999. Ao contrário do MPEG Multichannel, o Advanced Audio Coding tem desfrutado de amplo suporte da indústria em mídias VOD/OTT, além de ser o formato de codificação surround usado no padrão de televisão digital BS do Japão.
Nos Estados Unidos, o MPEG Multichannel foi proposto para uso no padrão de transmissão de TV digital] ATSC, mas o Dolby Digital (também conhecido como AC-3, A/52) foi escolhido. Este é um assunto de controvérsia significativa, pois foi revelado que as organizações (The Massachusetts Institute of Technology e Zenith Electronics) por trás de 2 dos 4 membros do conselho de votação receberam dezenas de milhões de dólares de compensação de acordos secretos com a Dolby Laboratories em troca de seus votos.
Equipamentos compatíveis com MPEG Multichannel teriam os logotipos MPEG Multichannel ou MPEG Empowered, ou estariam em suas embalagens e documentação.